# 베르투아

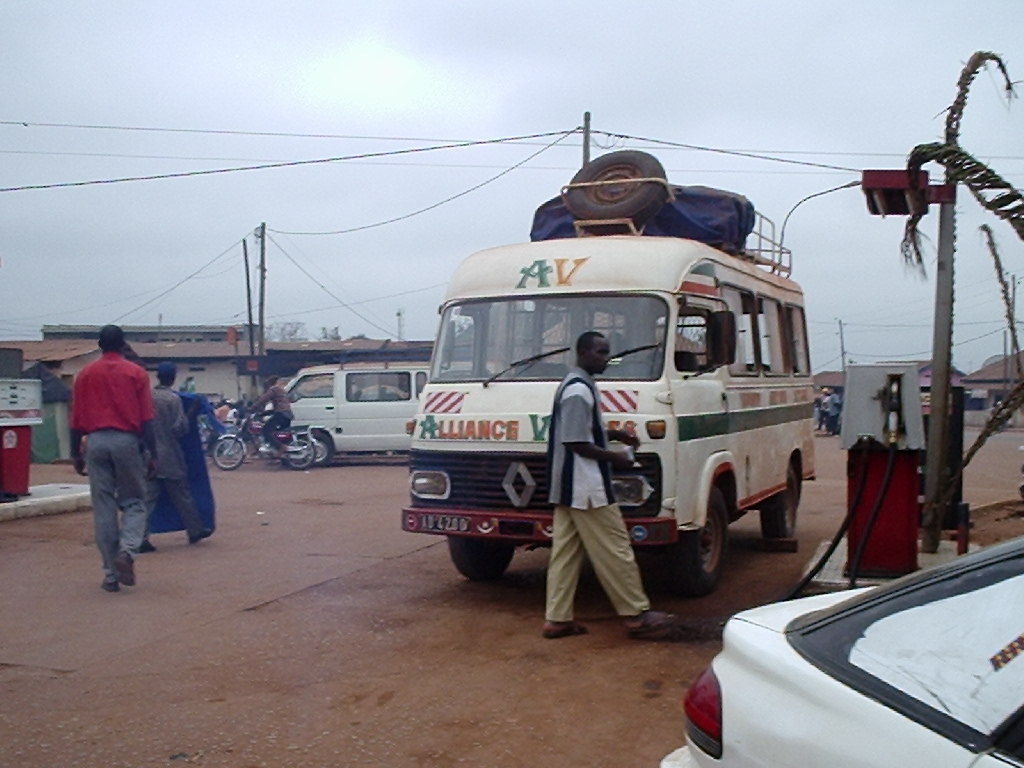
주변 주유소

베르투아(Bertoua)는 카메룬의 도시로, 동부 주의 주도이며 인구는 88,462명(2005년 기준)이다.